# 李元暉
李元暉（？—？）籍贯不详，中华民国政治人物。

## 生平
李元暉是王揖唐的门人。民国三十年（1941年）王揖唐所著的《逸塘诗存》白纸蓝印本出版，书前有李国松序，后有溥叔明跋，另附门人李元晖撰《今传是楼主人年谱》（即王揖唐的年谱）。
民国二十九年（1940年），李元暉任汪精卫政权考试院参事，同年辞职获准。1942年4月至7月，李元暉代理华北政务委员会秘書厅厅长，1942年7月真除，任至1943年2月。